# مرکوری ویلیجر
مرکوری ویلیجر (Mercury Villager) خودرویی است که در سال‌های ۱۹۹۳ تا ۲۰۰۲تولید شده‌است.
این خودرو در کلاس مینی‌ون قرار گرفته و طراحی آن خودروهای موتور جلو-محور جلو بوده است. سیستم جعبه‌دندهٔ آن ۵ دنده به صورت خودکار است.